# Star Trek: Starfleet Command III
Star Trek: Starfleet Command III est un jeu vidéo de tactique en temps réel développé par Taldren et édité par Activision, sorti en 2002 sur Windows. Par rapport à ses prédécesseurs, ce troisième volet propose une nouvelle approche à la série avec des mécanismes de jeu simplifiés et un scénario dans la continuité de la série Star Trek: The Next Generation plutôt que basé sur l'univers de Star Fleet.

## Accueil
| Starfleet Command III |      |       |
| Média                 | Pays | Notes |
| GameSpot              | US   | 80 %  |
| PC Gamer US           | US   | 79 %  |